# 薩摩亞語
薩摩亞語（Gagana Sāmoa，發音：[ŋaˈŋana ˈsaːmʊa]）是薩摩亞與美屬薩摩亞的官方語言之一，也是兩地的傳統語言。薩摩亞語屬於南島語系。薩摩亞語的使用者約有370,337人，其中將近一半在薩摩亞。萨摩亚语是使用人数最多的波利尼西亚语支语言。
萨摩亚语的显著特点是正式与非正式口语语体间的语音差异，以及敬语。

## 系属分类
萨摩亚语是一种分析语、孤立语，属于南岛语系波利尼西亚语的萨摩亚语群，与其他波利尼西亚语关系密切，有许多同源词，如数词与神名等。
对萨摩亚语和其他波利尼西亚语言的系属存在一些分歧。“传统”分类基于语法和词汇的共同创新，将萨摩亚语和托克劳语、非核心语言和东波利尼西亚语群（拉帕努伊语、毛利语、大溪地语和夏威夷语）划在一起。核心波利尼西亚语和汤加语是这一分析下的波利尼西亚语主要分支。Marck重新解释了萨摩亚语和非核心语言之间的关系。2008年，南岛语基本词数据库（Austronesian Basic Vocabulary Database）的部分分析表明汤加语和萨摩亚语构成一个小分类，但数据库本身的分类则仍将汤加语和核心波利尼西亚语包含在内。

## 地理分布

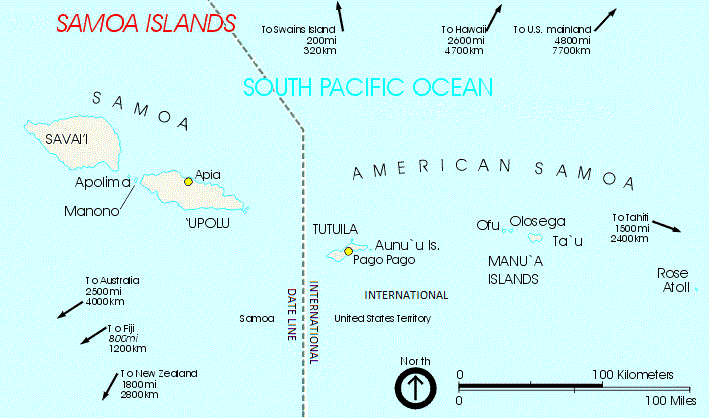
萨摩亚和美属萨摩亚，是将萨摩亚语设为官方语言的两个地区。

全球约有47万萨摩亚语使用者，其中约一半生活在萨摩亚群岛。
之后，最集中的地区是新西兰，在2018年人口普查中，有101,937人（总人口的2.2%）使用萨摩亚语。 新西兰使用人数前三名的语言是英语、毛利语和萨摩亚语。
澳大利亚2021年人口普查显示，有49,021人在家使用萨摩亚语。
美国2010年人口普查显示，有超过18万萨摩亚人住在美国，是美属萨摩亚人口的3倍，略低于萨摩亚人口（截至2011年7月约为19.3万）。
萨摩亚语言周是新西兰一年一度的语言活动，得到了政府和UNESCO等许多机构的支持。2010年，澳大利亚也首次举办了萨摩亚语言周。

## 音系
萨摩亚语包含14个字母。ʻ用于表示喉塞音。短 /a/ 在少数单词中发音为[ə] ，如mate或maliu 死, vave 快。双元音有/au ao ai ae ei ou ue/。
| Aa, Āā    | Ee, Ēē    | Ii, Īī | Oo, Ōō    | Uu, Ūū    | Ff  | Gg  | Ll     | Mm  | Nn       | Pp  | Ss  | Tt  | Vv  | '   |
| --------- | --------- | ------ | --------- | --------- | --- | --- | ------ | --- | -------- | --- | --- | --- | --- | --- |
| /a/, /aː/ | /ɛ/, /eː/ | /iː/   | /o/, /ɔː/ | /ʊ/, /uː/ | /f/ | /k/ | /l, ɾ/ | /m/ | /n/, /ŋ/ | /p/ | /s/ | /t/ | /v/ | /ʔ/ |

| (Hh)  | (Kk)  | (Rr)  |
| ----- | ----- | ----- |
| (/h/) | (/k/) | (/ɾ/) |

- 有3个字母(H, K, R)仅用于外来语。

### 元音
有長短元音之分，全部5个元音都有用长音符号标记的长音形式。例如tama“（男）孩子”，tamā则是“父亲”。
u後面接元音時發[w]的音。

#### 单元音
|    | 短 | 短 | 长 | 长 |
| 前 | 后 | 前 | 后 |    |
| -- | -- | -- | -- | -- |
| 闭 | i  | u  | iː | uː |
| 中 | e  | o  | eː | oː |
| 开 | a  | a  | aː | aː |

双元音有/au ao ai ae ei ou ue/。
/a/在少数词中弱化为[ə]，如mate或maliu“死的”；vave“变快”。

### 辅音
在用于新闻播报或讲道的正式形式中，会用到/t n ŋ/；而在非正式形式中，/n ŋ/合流为[ŋ]，/t/变为[k]。
声门塞音/ʔ/在萨摩亚语中是音位，如mai =“来自”；maʻi =“病”，用“反逗号”表示，且得到学者与社区的认可。在现代出版物中，常写作撇号。1960年代撇号和长音符号曾一度被废除，到2012年教育局重新开始使用。
/l/在后元音（/a, o, u/）后、在/i/前是闪音[ɾ]，其他时候是[l]。/s/比汉语更不咝。
/ɾ h/见于借词。
|      | 唇  | 齿龈 | 软腭 | 声门 |
| ---- | --- | ---- | ---- | ---- |
| 鼻音 | m   | n    | ŋ    |      |
| 塞音 | p   | t    | (k)  | ʔ    |
| 擦音 | f v | s    |      | (h)  |
| 边音 |     | l    |      |      |
| R音  |     | (r)  |      |      |

圆括号内的辅音仅见于借词或正式萨摩亚语。

#### 外来语
来自英语等语言的借词被改造进萨摩亚语音系。

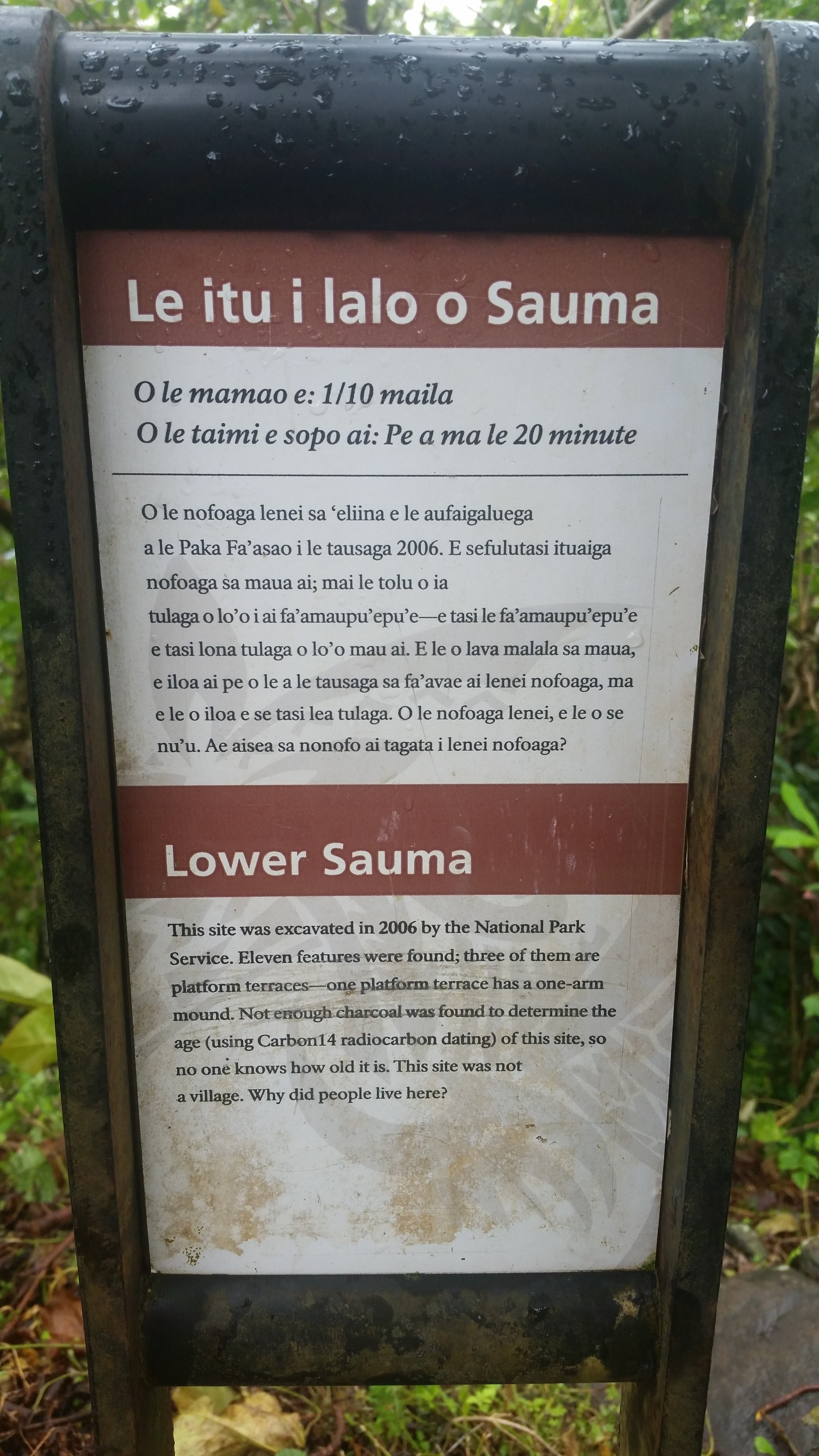
美属萨摩亚国家公园的双语标牌

/k/在部分时候保留（Christ = "Keriso"；club = "kalapu"；coffee = "kofe"），偶尔变为[t]（如stocking > "se totini"）。
/ɹ/有时变为[ɾ]（Christ = "Keriso"；January = "Ianuari"；number = "numera"），其他的变为[l]（January = "Ianuali"；herring = "elegi"）。
/d/变为[t]（David = "Tavita"；diamond = "taimane"）。
/g/有时变为[k]（gas = "kesi"），而/tʃ/、/ʃ/、/dʒ/常变为[s]（Charles = "Salesi"；Charlotte = "Salata"；James = "Semisi"）。
/h/在部分专名开头保留（Herod = "Herota"，有时变为's'（hammer = "samala"），更常见的是消失（herring = "elegi"；half-caste = "afakasi"）
/z/变为[s]（Zachariah = "Sakaria"）
/w/变为[v]（William = "Viliamu"）
/b/变为[p]（Britain = "Peretania"；butter = "pata"）

### 重音
重音一般落在倒数第二个音拍上，也有例外：长元音结尾的词，重音一般落在最后一个音拍上。例如maʻelega“嫉妒”；ʻonā“喝醉”；faigatā“难”。
名词派生的动词以a结尾，实际上有两个a，如puaa (puaʻaa)、pona、tagata，但只写一个。
提到较远的地方时，重音会落在最后一个音节上，如：ʻO loʻo i Safotu“他在Safotu”。指家族时也如此：Sa Muliaga“Muliaga家”，Sa表示是有共同祖先的大家族。以ga或双元音结尾的大多不是名词。
说话时声音提高，重音落在每句话的最后一个词上。词加上词缀后，重音就会前移。
重叠词有两个重音，如palapala“泥”；segisegi“黄昏”。复合词可以有三四个重音，取决于构成复合词的词根词缀数量，例如tofátumoánaíná“被吞没”。
冠词le、se不带重音。用于形成代词或助词时，le、se是le e、se e的省略，因此可以带重音，例如ʻO le ona le mea“物主”，而非O le e ona le mea。主格标记ʻo、介词o, a, i, e和叹词i、te都不带重音，如ʻO maua, ma te o atu ia te oe“我们两个要去找你”。
祈使助词Ina、助词iá在句末带重音；虚拟语气助词ína、代词ia在句末也带重音。

### 音位配列
萨摩亚语的音位配列是(C)V，其中V可以是长元音。VV的连续元音仅见于派生形式和复合词；在词根中，只有首音节可以是V。辅音的音位变换很常见，例如manu<namu“味道”；lavaʻau<valaʻau“呼叫”，而元音则没有这种变换。
音节都以元音结尾，最多由三个音（1个辅音+2个元音）组成，如fai, mai, tau。有单音节词根，大多数是双音节或由两个音节组成的词。多音节词几乎都是派生词或复合词，例如nofogatā<nofo（坐）+gatā“难以接近”；taʻigaafi<taʻi“参加”'+'afi“火”（参加烤火）；等等。

## 薩摩亞語人稱代詞
|               | 單數      | 双数      | 複數        |
| ------------- | --------- | --------- | ----------- |
| 第1人稱排除式 | a'u , 'ou | mā'ua, mā | mātou       |
| 第1人稱包含式 | tā        | tā'ua, tā | tātou       |
| 第2人稱       | 'oe, 'e   | 'oulua    | 'outou, tou |
| 第3人稱       | ia / na   | lā'ua     | lātou       |

## 範例
O tagata soifua uma ua saoloto lo latou fananau mai, ma e tutusa o latou tulaga aloaia faapea a latou aia tatau. Ua faaeeina atu i a latou le mafaufau lelei ma le loto fuatiaifo ma e tatau ona faatino le agaga faauso i le va o le tasi i le isi.
漢譯：人皆生而自由；在尊嚴及權利上均各平等。人各賦有理性良知，誠應和睦相處，情同手足。

## 外部連結
- Ethnologue對薩摩亞語的介紹 （页面存档备份，存于）